# Thomas van Brotherton
Thomas van Brotherton (1 juni 1300 – 4 augustus 1338) was de eerste zoon van koning Eduard I van Engeland en diens tweede vrouw Margaretha van Frankrijk. Eduard had al vier zonen uit zijn eerste huwelijk.
Toen hij zeven jaar oud was stierf zijn vader, die werd opgevolgd door Thomas' halfbroer Eduard II. Hoewel het graafschap Cornwall eigenlijk voor hem bedoeld was, beleende Eduard zijn gunsteling Piers Gaveston ermee.
In 1310 kregen Thomas en zijn broer Edmund van Woodstock de landen van Roger Bigod, 5e graaf van Norfolk, die in 1306 kinderloos was overleden.
In 1312 kreeg hij de titel graaf van Norfolk en in 1316 werd hij benoemd tot maarschalk van Engeland (Earl Marshal). Tijdens de afwezigheid van zijn broer in de oorlog met Schotland was hij regent van het land.
Zoals veel anderen was ook Thomas slachtoffer van de ongebreidelde hebzucht van Hugh le Despenser, de nieuwe gunsteling van de koning, die een deel van zijn landen inpikte. Hij streed mee met koningin Isabella en Roger Mortimer toen zij in 1326 vanuit Frankrijk landden om Despencer te verdrijven. Vervolgens was hij een van de rechters in het proces tegen de Despencers.
Thomas was tussen 1316 en 1319 gehuwd met Alice Hayes († 1326/1330). Uit het huwelijk werden drie kinderen geboren:
- Eduard (ca 1319–1334); ∞ (ca 1327) Beatrice Mortimer († 1383), dochter van Roger Mortimer; dit huwelijk bleef kinderloos
- Margaretha van Norfolk (ca 1320–1399), 2e gravin van Norfolk
- Alice (1324–ca 1352); ∞ (1339) Edward Montagu († 1361)

Na de dood van zijn vrouw hertrouwde hij in 1335 met Mary Brewes († 1362), maar dit huwelijk bracht geen kinderen voort.
Thomas van Brotherton stierf in augustus 1338 en werd begraven in de abdij van Bury St. Edmunds.